# ماریا سیونکان
ماریا سیونکان (انگلیسی: Maria Cioncan; ۱۹ ژوئن ۱۹۷۷ – ۲۱ ژانویهٔ ۲۰۰۷) دونده دو نیمه‌استقامت اهل رومانی بود.